# Springdale (Pennsilvània)
Springdale és una població dels Estats Units a l'estat de Pennsilvània. Segons el cens del 2000 tenia 3.828 habitants.

## Demografia
Segons el cens del 2000, Springdale tenia 3.828 habitants, 1.685 habitatges, i 1.034 famílies. La densitat de població era de 1.589,2 habitants/km².
Dels 1.685 habitatges en un 25,8% hi vivien nens de menys de 18 anys, en un 46,2% hi vivien parelles casades, en un 11,9% dones solteres, i en un 38,6% no eren unitats familiars. En el 34,4% dels habitatges hi vivien persones soles el 16,5% de les quals corresponia a persones de 65 anys o més que vivien soles. El nombre mitjà de persones vivint en cada habitatge era de 2,26 i el nombre mitjà de persones que vivien en cada família era de 2,93.
Per edats la població es repartia de la següent manera: un 21,9% tenia menys de 18 anys, un 6% entre 18 i 24, un 29,5% entre 25 i 44, un 22,2% de 45 a 60 i un 20,5% 65 anys o més.
L'edat mediana era de 41 anys. Per cada 100 dones de 18 o més anys hi havia 86,7 homes.
Entorn del 3,5% de les famílies i el 7,8% de la població estaven per davall del llindar de pobresa.

## Poblacions més properes
El següent diagrama mostra les poblacions més properes.